# Dubeč (Prádlo)
Dubeč (německy Dubetsch) je samota a hospodářský dvůr v okrese Plzeň-jih nedaleko obce Prádlo, ke které administrativně náleží.
Samota se nachází v Přírodním parku Buková hora - Chýlava a prochází jí značená modrá turistická trasa Nepomuk - Blovice - Vlčtejn - Štěnovický Borek.

## Sestřelený bombardér
Nedaleko samoty došlo k dopadu sestřeleného amerického bombardéru B-24 22. února 1944; na místě byl v roce 1990 vztyčen kříž a v roce 2009 i obelisk.